# Carlos González (football)
Carlos González Cabrera, né le 12 avril 1935 à Mexico au Mexique, est un joueur de football international mexicain qui évoluait au poste d'attaquant.

## Biographie

### Carrière en sélection
Avec l'équipe du Mexique, il joue 11 matchs et inscrit 4 buts entre 1956 et 1961.
Il figure dans le groupe des sélectionnés lors de la Coupe du monde de 1958. Lors du mondial organisé en Suède, il joue deux matchs : contre le Pays de Galles puis contre la Hongrie.